# Juan Sánchez Villa-Lobos Ramírez
(Ramirez a Connor alla fine del primo film)
Juan Sánchez Villa-Lobos Ramírez è un personaggio immaginario presente nella saga cinematografica Highlander interpretato da Sean Connery.
Compare solo nei primi due film, Highlander - L'ultimo immortale e Highlander II - Il ritorno, ma viene nominato moltissime volte anche nella serie televisiva.
È un immortale egiziano che, con vari incarichi, è stato al servizio di molti sovrani e che successivamente diverrà il maestro del protagonista Connor MacLeod. L'identificativo di cui si serve durante la serie è nato nel periodo in cui serviva Carlo V di Spagna ma il suo vero nome, come viene successivamente rivelato, è in realtà Tak Ne.

## Creazione e sviluppo
Nella sceneggiatura originale di Gregory Widen, Ramirez era uno spagnolo nato nel 1100, anziché un antico egiziano nato più di duemila anni prima. Tutte le scene con Ramirez furono girate in una sola settimana, perché Sean Connery aveva altri impegni in quel periodo. Connery scommise con il regista Russell Mulcahy che non ce l'avrebbe mai fatta a dirigerlo in una settimana. Mulcahy riuscì nell'impresa e Connery, quindi, perse la scommessa.

## Personaggio

### Fisicità e personalità
Ramirez è un uomo alto di mezza età ma ancora imponente, con i capelli brizzolati e uno sguardo tagliente caratterizzato dagli occhi scuri. Nonostante il suo ruolo, Ramirez è caratterizzato da un'aria mansueta e quasi inoffensiva, nonché da un sorrisetto compiaciuto perennemente stampato sulle labbra.
Ramírez è un uomo gentile, premuroso e sempre allegro, e si dimostra molte volte anche saggio e serio. Egli assume il ruolo di mentore e guida per Connor MacLeod, nonostante l'iniziale odio che quest'ultimo serba nei suoi confronti. I due, infatti, sia esteticamente e culturalmente sono molto diversi: Ramirez è un uomo molto sofisticato, amante dell'arte e cultura, mentre Connor è lo stereotipo di un barbaro, che ad esempio non ama lavarsi, caratteristica più volte sottolineata da Ramirez stesso che non apprezza lo sgradevole odore del protagonista.
Ramirez, inoltre, sa essere un uomo arguto e affascinante, nonché un abile seduttore come racconta lui stesso a Heather; tuttavia è conscio di non potersi affezionare troppo ad una o più persone in quanto non riuscirebbe a sopportarne la scomparsa: mentre esse morirebbero, Ramirez invece vivrebbe in eterno in quanto immortale. Per questo tenta di persuadere Connor a lasciare Heather, ricevendo una risposta negativa dall'allievo. Raramente lo si vede animato da intenzioni negative, salvo nell'occasione in cui affronta Kurgan.

### Poteri
Come tutti gli immortali non può invecchiare, ha la capacità di respirare sott'acqua, possiede un elevato fattore rigenerante, ma non può procreare. L'unica possibilità di ucciderlo è tagliargli la testa. È dotato di un'enorme forza fisica ed, come tutti della sua specie, è un abilissimo spadaccino, capacità acquisita dai suoi maestri e dai molti anni passati in Oriente, dove ha imparato anche diverse tecniche di combattimento sia con la spada e sia a mani nude. In combattimento utilizza uno stile basato sulla velocità e sulla tecnica piuttosto che sulla potenza ed è in grado di alternare con grande fluiditá la presa ad una mano e quella a due mani, combinando stili di combattimento differenti per spiazzare l'avversario. Inoltre è in grado di percepire altri immortali. Il romanzo tratto dal primo film di Highlander presenta comunque differenze con le caratteristiche degli immortali conosciuti nei film, ad esempio per il fatto di non percepire la reciproca presenza.

## Biografia del personaggio

### Antefatti
Ramírez nasce in Egitto nell'896 a.C. con il nome di Tak-Ne. In seguito diventa immortale e per paura di essere bandito decide di lasciare l'Egitto. Durante il suo viaggio incontra altri immortali tra cui Kurgan, il più diabolico, con cui si affronta numerose volte. Nei fumetti tratti dalla serie cinematografica sono, spesso, descritti i combattimenti che Tak-Ne intraprende con Kurgan e in uno di questi, più precisamente nella battaglia di Platea, l'egiziano riesce a ridurre in frantumi la spada dell'avversario. I due si incontreranno successivamente anche a Babilonia e nell'antica Cina prima del loro confronto finale in Scozia.
Una delle sue tre mogli, Shakiko, era una principessa giapponese, il cui padre Masamune possedeva una katana molto rara chiamata "testa di drago" che andò in eredità a Tak-Ne. Questo evento scatenò la gelosia del figlio adottivo di Masaume, Ren, che si rivelò essere anch'egli immortale; Ren odiò Tak-Ne per 2.500 anni.
Nel film Highlander III si scopre che Tak-Ne fu allievo di Nakano, il maestro dell'illusione. Tale evento, tuttavia, rientra solo nella continuity del terzo film, in quanto Highlander III è stato sviluppato come un seguito del primo Higlander - L'ultimo immortale ma alternativo al secondo.

### Il primo film
Nel 1541, dopo aver servito fedelmente il re Carlo V con il nome di Juan Sánchez Villa-Lobos Ramírez, si dirige in Scozia dove conosce l'immortale Connor MacLeod e lo addestra per l'Adunanza, in cui tutti gli immortali si sfideranno per la Ricompensa, ma anche per prepararlo ad un prossimo scontro con Kurgan. Tramite Ramirez, Connor impara ad utilizzare la spada e comprende quali siano i suoi poteri. Una notte, mentre Connor era fuori a caccia, Ramirez viene attaccato da Kurgan e, dopo un breve scontro, viene decapitato dall'avversario davanti agli occhi della moglie di Connor, Heather.

### Il secondo film
Versione originale
Nel 2024, tramite i ricordi di Connor, si scopre che le sue origini non sono terrestri, bensì hanno avuto luogo nel lontano pianeta Zeist, dove con il fido allievo ha guidato la rivolta popolare contro il perfido dittatore del luogo, il generale Katana. Durante lo scontro che segue, venne catturato insieme a Connor e condannato all'esilio sulla Terra, dove sarebbe rinato e sarebbe diventato immortale: il vincitore, l'ultimo rimasto in vita fra gli immortali, avrebbe ottenuto la Ricompensa oppure sarebbe ritornato su Zeist per affrontare nuovamente Katana. Ramirez, essendo stato ucciso da Kugan nel primo film, ha perso l'Adunanza e non può più ritornare sul suo pianeta natale.
Dopo che Connor vince contro Kurgan nel primo film ed ottiene la Ricompensa, Katana, per impedire un suo probabile ritorno su Zeist, invia due suoi subordinati per ucciderlo. Connor, però, riesce a ribaltare le sorti del combattimento e, dopo avere ucciso i due, riporta in vita lo stesso Ramirez esattamente nel luogo in cui un tempo si ergeva la casa di Connor.
Dopo un viaggio in aereo Ramirez giunge a New York, dove insieme a Connor fa irruzione nella Scudo Corporation per fermare Katana, ma muore poco dopo sacrificandosi per l'allievo.
Nuova versione
Nel 1995 il regista Russell Mulcahy ha rimontato e tolto delle scene del film creando una nuova versione denominata Highlander II: Renegade Version. Tutti i riferimenti agli immortali come alieni provenienti da un altro pianeta sono stati eliminati. Questo taglio e rimontaggio ha portato gli immortali ad essere originari di un lontano passato della Terra, dove i sacerdoti dopo la rivolta li bandiscono trasportandoli in futuri casuali, il Premio consiste nell'essere gli ultimi rimasti.

## La spada di Ramírez
La spada di Ramírez è una katana unica nel suo genere chiamata "Testa di drago" forgiata dal leggendario Masamune, suocero di Ramírez durante gli anni di quest'ultimo in Giappone. Secondo Brenda è stata realizzata con una tecnica che sarà usata ufficialmente molto dopo rispetto all'epoca della sua creazione.
Viene utilizzata per la prima volta durante l'allenamento di Connor e in seguito durante il combattimento con Kurgan, nel quale Ramírez rimane ucciso; in seguito la spada andrà in eredità a Connor e verrà spezzata (nel terzo film) dal malvagio Kane: Connor, usando gli attrezzi da maniscalco con cui lavorava in Scozia nel 1541, la forgerà di nuovo con l'acciaio che apparteneva al mago e costruttore d'armi Nakano.

## Riferimenti in altri media
- Ramirez appare nel romanzo Highlander che racconta alcuni eventi non citati nella serie cinematografica. Compare anche in diversi fumetti che, come nel caso dei film, non sono tuttavia in continuity tra di loro.
- Nella serie televisiva Highlander viene nominato moltissime volte e si scopre fu discepolo dell'immortale Graham Ashe e maestro dell'immortale Otavio Consone.
- Ramírez appare anche in una serie televisiva a cartoni animati, intitolata Highlander: The Animated Series, ambientata in un futuro apocalittico, in cui allena Quentin MacLeod, "discendente" di Connor, per sconfiggere Kortan. Ramírez nella serie appare molto più giovane: ha i capelli e i baffi neri, indossa un abito dorato ed appare molto più massiccio e muscoloso. Appare fin dal primo episodio. È, insieme a tutti gli altri immortali a parte Quentin e Kortan (e un altro paio di immortali nella serie), un Jettaror ("Eletto" nella versione italiana), ovvero un immortale che ha giurato "misticamente" di rinunciare a battersi per la Ricompensa. In tale serie animata, stranamente, viene chiamato Don Vincente Marino Ramírez, anziché Juan Sánchez Villa-Lobos Ramírez.